# Lucifer (multinationale Band)
Lucifer ist eine Doom-Metal- und Rock-Band, die im Jahr 2014 aus Berlin und London gegründet wurde. Mittlerweile ist die Band in Stockholm ansässig.

## Geschichte
Die Band wurde im Juni 2014 gegründet, wobei der Gitarrist Gaz Jennings ehemals bei Cathedral tätig war. Die Sängerin Johanna Sadonis und der Schlagzeuger Andrew Prestridge waren zuvor bei The Oath aktiv. Anfang 2015 erschien die Single Anubis, der sich etwas später die zweite namens Izrael anschloss. Ihren ersten Auftritt in Berlin hielt die Band im April 2015 ab. Im September spielte sie im The Borderline in London. Ende Juli hatte die Band eine US-Tournee zusammen mit High on Fire, Pallbearer und Venomous Maximus begonnen. Im selben Jahr erschien das Debütalbum Lucifer I, das mit dem Produzenten Ingo Krauss im Berliner Candy Bomber Studio aufgenommen wurde. Das Album erschien außerdem mit einer limitierten Auflage von 100 Stück, wobei eine Single beigelegt war, die Coverversionen des Angel-Witch-Liedes Loser und des The-Rattles-Songs Devil’s on the Loose enthält.
Nach der Veröffentlichung verließen Jennings und Prestridge die Band. Kurz zuvor zerbrach die Beziehung zwischen Sadonis und Rise-Above-Inhaber und Cathedral-Sänger Lee Dorrian. Sie vermutete, dass Jennings nicht mit der Ex seines Chefs in einer Band spielen wollte. Andrew Prestridge konnte von den Einkünften bei Lucifer seinen Lebensunterhalt nicht bestreiten. Neu in die Band kamen Johanna Sadonis’ Ehemann Nicke Andersson (u. a. The Hellacopters), die Gitarristen Martin Nordin von der Band Dead Lord sowie Robin Tidebrink und der Bassist Alex Mayr. Im April 2018 wurde die Band vom deutschen Plattenlabel Century Media unter Vertrag genommen. Am 6. Juli 2018 erschien das zweite Studioalbum Lucifer II, das auf Platz 40 der deutschen und Platz 68 der Schweizer Albumcharts einstieg. Lucifer spielten auf dem Hellfest und dem Freak Valley Festival.
Am 20. März 2020 veröffentlichte die Band das Album Lucifer III, dass Platz 17 der deutschen und Platz zehn der schwedischen Albumcharts erreichte. Am 4. Juni 2021 veröffentlichten Lucifer die Single Gone with the Wind Is My Love, bei dem die Blues-Pills-Sängerin Elin Larsson als Gastsängerin zu hören ist. Am 29. Oktober 2021 folgte das vierte Studioalbum Lucifer IV, welches Platz 71 der deutschen Albumcharts erreichte.

## Stil
Laut Matthias Mader vom Rock Hard will sich die Band vom Begriff des „Occult Rock“ abgrenzen und bezeichnet ihre Musik stattdessen als „Heavy Magic Rock“. Im Interview mit Mader gab Sadonis an, dass sich die Band am Rock der 1970er Jahre und am Doom Metal orientiert. In derselben Ausgabe rezensierte Boris Kaiser zudem das Debütalbum. Lucifer wirke, im Gegensatz zu The Oath, weniger auf die Sängerin ausgerichtet, sondern wie eine Einheit. Das Gitarrenspiel von Gaz Jennings habe einen doomigen Klang. Das Album biete eine Mischung aus Proto-Metal, Doom Metal und Retro Rock. Inhonorus von stormbringer.at schrieb in seiner Albumbesprechung zu Anubis, dass es zurzeit „Retro-Okkult-Bands wie Sand am Meer gibt. Gerade aus Schweden strömen viele Bands über den Musikmarkt herein, doch im Gegensatz zu den vielen, sich oft gleich anhörenden Bands, haben Lucifer etwas besonders Fesselndes und Magisches in ihren Songs. Schon die ersten Klänge der Retro-Okkult-Rocker erinnern an eine moderne Variante von Coven, oder an Bands wie Blood Ceremony, Witch Charmer, Jex Thoth oder Jess and the Ancient Ones.“

## Diskografie

### Studioalben
| Jahr | Titel Musiklabel             | Höchstplatzierung, Gesamtwochen, AuszeichnungChartplatzierungen (Jahr, Titel, Musiklabel, Platzierungen, Wochen, Auszeichnungen, Anmerkungen) | Höchstplatzierung, Gesamtwochen, AuszeichnungChartplatzierungen (Jahr, Titel, Musiklabel, Platzierungen, Wochen, Auszeichnungen, Anmerkungen) | Höchstplatzierung, Gesamtwochen, AuszeichnungChartplatzierungen (Jahr, Titel, Musiklabel, Platzierungen, Wochen, Auszeichnungen, Anmerkungen) | Anmerkungen                            |
| Jahr | Titel Musiklabel             | DE | CH | SE | Anmerkungen                            |
| ---- | ---------------------------- | --- | --- | --- | -------------------------------------- |
| 2015 | Lucifer I Rise Above Records | — | — | — | Erstveröffentlichung: 16. Juni 2015    |
| 2018 | Lucifer II Century Media     | DE40 (1 Wo.)DE | CH68 (1 Wo.)CH | SE12 (1 Wo.)SE | Erstveröffentlichung: 6. Juli 2018     |
| 2020 | Lucifer III Century Media    | DE17 (1 Wo.)DE | — | SE10 (1 Wo.)SE | Erstveröffentlichung: 20. März 2020    |
| 2021 | Lucifer IV Century Media     | DE71 (1 Wo.)DE | — | SE33 (1 Wo.)SE | Erstveröffentlichung: 29. Oktober 2021 |
| 2024 | Lucifer V Century Media      | DE70 (1 Wo.)DE | CH77 (1 Wo.)CH | SE38 (1 Wo.)SE | Erstveröffentlichung: 26. Januar 2024  |

### Singles
- 2015: Anubis (Rise Above Records)
- 2015: Izrael (Rise Above Records)
- 2017: Faux Pharaoh (Century Media)
- 2018: California Son (Century Media)
- 2018: Evening Wind (Century Media)
- 2020: Ghosts (Century Media)
- 2021: Gone with the Wind Is My Love (Century Media; feat. Elin Larsson)

### Split-Single
- 2021: The Green Manalishi (with the Two Prong Crown) / Pull Away/So Many Times (mit Kadavar, Roboter Records)